# Exorista psamathe
Exorista psamathe är en tvåvingeart som först beskrevs av Walker 1849.  Exorista psamathe ingår i släktet Exorista och familjen parasitflugor. Inga underarter finns listade i Catalogue of Life.